# Мария Ланди
Мария Ланди (на италиански език: Maria Landi, † 19 януари 1599) е италианска благородничка, господарка на Монако (1595 – 1599) като съпруга на Еркюл Грималди.

## Произход
Тя е дъщеря на Клаудио Ланди, трети принц на Вал ди Таро, и на съпругата му Хуана Фернандес де Кордоба и Мила де Арагон.

## Брак и потомство
∞ 15 декември 1595 за Еркюл Грималди (* 24 септември 1562, Монако; † 29 ноември 1604, пак там), господар на Монако (1589 – 1604), от когото има един син и две дъщери:
- Жана-Мария Грималди (* 29 септември 1596, † декември 1620), ∞ 10 октомври 1615 за Джанджакомо Теодоро Тривулцио, граф на Мелцо, принц на Музоко, кардинал, от когото има син и дъщеря
- Оноре II Грималди (* 24 декември 1597, Монако; † 10 януари 1662, пак там), господар на Монако (1612 – 1662), ∞ 13 февруари 1616 за Иполита Тривулцио, от която има един син
- Мария-Клаудия Грималди (* 1 януари 1599, † 1668), кармелитска монахиня в Генуа.

|  | Тази страница частично или изцяло представлява превод на страницата Maria Landi в Уикипедия на италиански. Оригиналният текст, както и този превод, са защитени от Лиценза „Криейтив Комънс – Признание – Споделяне на споделеното“, а за съдържание, създадено преди юни 2009 година – от Лиценза за свободна документация на ГНУ. Прегледайте историята на редакциите на оригиналната страница, както и на преводната страница, за да видите списъка на съавторите. ВАЖНО: Този шаблон се отнася единствено до авторските права върху съдържанието на статията. Добавянето му не отменя изискването да се посочват конкретни източници на твърденията, които да бъдат благонадеждни. |